# Crenicara punctulatum
Crenicara punctulatum es una especie de peces de la familia Cichlidae en el orden Perciformes.

## Morfología
Los machos pueden llegar alcanzar los 10 cm de longitud total.

## Hábitat
Es una especie de clima tropical entre 23 °C-27 °C de temperatura.

## Distribución geográfica
Se encuentran en Sudamérica:  cuenca del río Amazonas Ucayali, Marañón, y Solimoes, en Brasil, Colombia y Perú; río Madre de Dios en Perú; río Mamoré en Bolivia; río Essequibo en la Guyana; río Grande en Brasil. 